# Carsoli
Carsoli község (comune) Olaszország Abruzzo régiójában, L’Aquila megyében.

## Fekvése
Lazio és Abruzzo régiók határán helyezkedik el és Abruzzo régió négy ipari kerülete egyikének székhelye. Számos vállalat működik a területén, de ipara mellett az utóbbi időben idegenforgalma is fejlődik a környező erdei tanösvényeknek köszönhetően. A megye nyugati részén fekszik. Határai: Collalto Sabino, Nespolo, Oricola, Pereto, Pescorocchiano, Sante Marie, Tagliacozzo, Turania és Vivaro Romano.

## Története
Első írásos említése a 10. századból származik. A következő századokban nemesi birtok volt. Önállóságát a 19. század elején nyerte el, amikor a Nápolyi Királyságban felszámolták a feudalizmust.

## Népessége
A népesség számának alakulása:

## Főbb látnivalói
- Santa Vittoria-templom
- Santa Maria in Cellis-templom
- San Nicola di Bari-templom